# Laurie Beechman
Laurie Hope Beechman (Filadelfia, 4 aprile 1953 – White Plains, 8 marzo 1998) è stata un'attrice e cantante statunitense.

## Biografia
Ha debuttato a Broadway nel 1977, nella produzione originale del musical di grande successo Annie, in cui interpretava una serie di ruoli minori come Perkins, Sophie, Bonnie e Cecile; uno di questi ruoli, quello della "futura star" ("star to be") è stato scritto appositamente per lei dopo che i produttori l'avevano sentita cantare. Nel 1981 recita a Broadway nell'operetta I pirati di Penzance, insieme a Kevin Kline, Rex Smith, George Rose, Estelle Parsons e Linda Ronstadt.
Nel 1982 interpreta la Narratrice nella produzione originale di Broadway del musical di Andrew Lloyd Webber Joseph and the Amazing Technicolor Dreamcoat e per la sua performance vince il Theatre World Award e viene candidata al Drama Desk Award e al Tony Award alla miglior attrice non protagonista in un musical. Nel 1983 interpreta Grizabella nel musical Cats a Boston e per quattro mesi nel tour statunitense e nel maggio 1984 sostituisce Betty Buckley in questo ruolo a Broadway. Resta nel cast per oltre quattro anni consecutivi e tornerà brevemente ad interpretare Grizabella tra il 1989 ed il 1997.
Nel 1988 le fu diagnosticato il cancro alle ovaie e dopo oltre un anno di trattamenti, Laurie Beechman si unisce al cast del tour statunitense di Les Misérables nel ruolo di Fantine; rimase nel musical per quasi un anno. Nel 1991, 1992 e tra il maggio e il settembre 1997 è tornata a recitare nei panni di Grizabella in Cats a Broadway in occasione del none, decimo e quindicesimo anniversario del musical a Broadway.
Muore a White Plans l'8 marzo 1998, dopo aver sofferto a lungo di cancro alle ovaie. In suo onore il West Bank Cafe Downstairs Theater Bar sulla Quarantaduesima strada è stato ribattezzato Laurie Beechman Theatre.

## Filmografia
- Hair, regia di Miloš Forman (1979)